# Богумил Гротт
Богумил Гротт (пол. Bogumił Grott, 3 січня 1940 р. Варшава) - польський історик націоналістичних поглядів, професор релігійних досліджень Ягеллонського університету. Член Кресового патріотичного руху (пол. Kresowy Ruch Patriotyczny),

## Біографія
Народився у сім'ї інженера Євгенія Гротта (пол. Eugeniusza Grotta) та мистецтвознавиці Казимири Адамович (пол. Kazimiery Grottowej z Adamowiczów). Навчався у Ягеллонському університеті на факультеті археології. В 1974 році отримав ступінь доктора гуманітарних наук. Наукове звання професора отримав у 1997 р. Працював професором Гуманітарно-економічної академії у Лодзі, викладав у Вищій гуманітарно-технічній школі у Більську-Бялому. у 2008 році підписав листа із звинуваченнями Вроцлавського університету у "сталінізмі" за критику деяких право-радикальних католицьких діячів.

## Світогляд
Для праць Богумила Гротта характерною є значна увага до зв'язку національних та націоналістичних рухів із релігією. В своїх публікаціях продовжує традицію ідеологічного обґрунтування польської присутності на теренах Західної України та її полонізації. Зокрема, у одній із своїх статей в "Перемишльських історичних записках" (пол. Przemyskie Zapiski Historyczne), оцінював полонізаційні та антиукраїнські заходи уряду Ю. Пілсудського та санаційного режиму не достатніми, що, як стверджує Гротт, українські організації використали для "ослаблення польської держави та проти кресових поляків".

## Праці
- Nacjonalizm i religia (Націоналізм та релігія) (1984)
- Katolicyzm w doktrynach ugrupowań narodowo-radykalnych do roku 1939 (Католицизм у доктрині націонал-радикальних угруповань до 1939) (1987)
- Nacjonalizm chrześcijański (Християнський націоналізм) (1991, 1996, 1999)
- Religia, Kościół, etyka w ideach i koncepcjach prawicy polskiej (Релігія, Костел, етика в ідеях і концепціях польських правих)(1993)
- Zygmunt Balicki ideolog Narodowej Demokracji (Жиґмунд Балицький ідеолог національної-демократії) (1995)
- Adam Doboszyński o ustroju Polski (1996)
- Religia, cywilizacja, rozwój - wokół idei Jana Stachniuka (2003)